# Niestrudek lśniący
Niestrudek lśniący, niestrudek błyszczyk (Bembidion lampros) – gatunek chrząszcza z rodziny biegaczowatych. Jest typem nomenklatorycznym podrodzaju Metallina Motschulsky, 1864.
Występowanie
Rozprzestrzeniony jest w Europie, Azji (po Syberię), zawleczony również do Ameryki Północnej. W Polsce jest pospolity na terenie całego kraju z wyjątkiem Wzgórz Trzebnickich i Kotliny Nowotarskiej.
 Rójka
Najliczniej pojawia się od początków czerwca do końca sierpnia, na polach i łąkach.
Wygląd
Chrząszcz długości 2,8–4,5 mm. Jest bardzo ruchliwy na powierzchni gleby nawet przy pełnym nasłonecznieniu.
Pokarm
Drapieżny jak inne biegaczowate, żywi się drobnymi larwami mszyc (Aphidoidea) oraz ich jajami. Na szkółkach jest szkodnikiem wysianych nasion, w których wygryza dziury sięgające części wewnętrznej.
Znaczenie
Niestrudek znany jest w leśnictwie i ogrodnictwie. Może lokalnie wyrządzić duże szkody we wschodach roślin.